# Apocephalus camponoti
Apocephalus camponoti är en tvåvingeart som beskrevs av Borgmeier 1925. Apocephalus camponoti ingår i släktet Apocephalus och familjen puckelflugor. Inga underarter finns listade i Catalogue of Life.